# 伊夫林地区圣阿尔努
伊夫林地区圣阿尔努（法語：Saint-Arnoult-en-Yvelines，發音：[sɛ̃t‿aʁnu ɑ̃.n‿ivlin] ⓘ）是法国伊夫林省的一个市镇，属于朗布依埃区。

## 地名
《世界地名译名词典》将其纯音译作“圣阿尔努-昂伊夫林”，但“en”与“Yvelines”之间存在联诵，“昂伊夫林”未能将其译出。

## 地理
伊夫林地区圣阿尔努（48°34'18"N, 1°56'26"E）面积12.55 平方千米，位于法国法蘭西島大區伊夫林省，该省份为法国北部内陆省份，北起瓦兹河谷省，西接厄尔省，西南接厄尔-卢瓦省，东南接埃松省，东临上塞纳省。
与伊夫林地区圣阿尔努接壤的市镇（或旧市镇、城区）包括：比利永、克莱枫丹、隆维利耶、蓬泰夫拉尔、伊夫林地区罗什福尔、圣梅姆、松尚、杜尔当。
伊夫林地区圣阿尔努的时区为UTC+01:00、UTC+02:00（夏令时）。

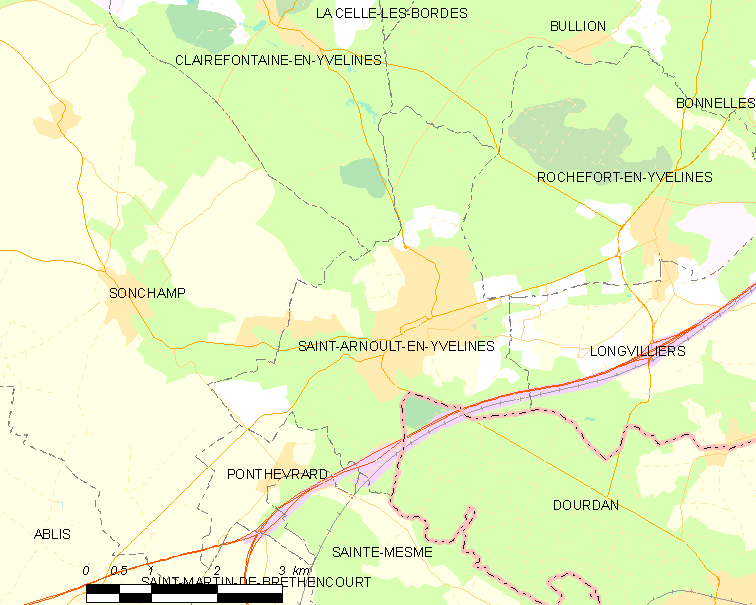
伊夫林地区圣阿尔努的OSM定位图

## 行政
伊夫林地区圣阿尔努的邮政编码为78730，INSEE市镇编码为78537。

## 政治
伊夫林地区圣阿尔努所属的省级选区为朗布依埃县。

## 人口

1962-2008年间伊夫林地区圣阿尔努人口变化图示

伊夫林地区圣阿尔努于2022年1月1日时的人口数量为5854人。